# Albanie aux Jeux olympiques d'été de 2024
L'Albanie participe aux Jeux olympiques de 2024 à Paris. Il s'agit de sa 10e participation à des Jeux olympiques d'été.
Le lutteur Zelimkhan Abakarov (en) et la nageuse Kaltra Meça sont nommés porte-drapeaux de la délégation albanaise. Celle-ci est composée de 8 sportifs.
Au cours de ces jeux, l'Albanie remporte les premières médailles olympiques de son histoire grâce aux médailles de bronze des lutteurs Chermen Valiev et Islam Dudaev.

## Nombre d’athlètes qualifiés par sport
Voici la liste des qualifiés et sélectionnés albanais par sport (remplaçants compris) :
| Sport      | Hommes | Femmes | Total |
| ---------- | ------ | ------ | ----- |
| Athlétisme | 1      | 1      | 2     |
| Lutte      | 3      | -      | 3     |
| Natation   | 1      | 1      | 2     |
| Tir        | -      | 1      | 1     |
| Total      | 5      | 3      | 8     |

## Bilan général
| Sport | Médaille d'or, Jeux olympiques | Médaille d'argent, Jeux olympiques | Médaille de bronze, Jeux olympiques | Total | Rang pays |
| ----- | ------------------------------ | ---------------------------------- | ----------------------------------- | ----- | --------- |
| Lutte | -                              | -                                  | 2                                   | 2     |           |
| Total | 0                              | 0                                  | 2                                   | 2     | 80        |

| Jour    | Médaille d'or, Jeux olympiques | Médaille d'argent, Jeux olympiques | Médaille de bronze, Jeux olympiques | Total |
| ------- | ------------------------------ | ---------------------------------- | ----------------------------------- | ----- |
| 10 août | -                              | -                                  | 1                                   | 1     |
| 11 août | -                              | -                                  | 1                                   | 1     |
| Total   | 0                              | 0                                  | 2                                   | 2     |

| Sexe   | Médaille d'or, Jeux olympiques | Médaille d'argent, Jeux olympiques | Médaille de bronze, Jeux olympiques | Total |
| ------ | ------------------------------ | ---------------------------------- | ----------------------------------- | ----- |
| Hommes | 0                              | 0                                  | 2                                   | 2     |
| Femmes | 0                              | 0                                  | 0                                   | 0     |
| Mixte  | -                              | -                                  | -                                   | -     |
| Total  | 0                              | 0                                  | 2                                   | 2     |

## Médaillés
| Sport | Discipline                | Athlète(s)     | Performance        | Date    |
| ----- | ------------------------- | -------------- | ------------------ | ------- |
| Lutte | Lutte libre hommes -74 kg | Chermen Valiev | Médaille de Bronze | 10 août |
| Lutte | Lutte libre hommes -65 kg | Islam Dudaev   | Médaille de Bronze | 11 août |

## Résultats

### Athlétisme

#### Hommes
| Athlètes      | Épreuve | Premier tour (ou tour préliminaire) | Premier tour (ou tour préliminaire) | Repêchage (ou premier tour) | Repêchage (ou premier tour) | Demi-finales | Demi-finales | Finale  | Finale  |
| Athlètes      | Épreuve | Temps                               | Rang                                | Temps                       | Rang                        | Temps        | Rang         | Temps   | Rang    |
| ------------- | ------- | ----------------------------------- | ----------------------------------- | --------------------------- | --------------------------- | ------------ | ------------ | ------- | ------- |
| Franko Burraj | 100 m   | 10 s 60                             | 2e                                  | 10 s 66                     | 8e                          | Eliminé      | Eliminé      | Eliminé | Eliminé |

#### Femmes
| Athlètes   | Épreuve         | Premier tour (ou tour préliminaire) | Premier tour (ou tour préliminaire) | Repêchage (ou premier tour) | Repêchage (ou premier tour) | Demi-finales | Demi-finales | Finale | Finale |
| Athlètes   | Épreuve         | Temps                               | Rang                                | Temps                       | Rang                        | Temps        | Rang         | Temps  | Rang   |
| ---------- | --------------- | ----------------------------------- | ----------------------------------- | --------------------------- | --------------------------- | ------------ | ------------ | ------ | ------ |
| Luiza Gega | 3 000 m steeple |                                     | e                                   | Non disputé                 | Non disputé                 | Non disputé  | Non disputé  |        | e      |

### Lutte
| Athlète            | Compétition    | Huitièmes de finale | Quart de finale     | Demi-finale         | Repêchage           | Finale / CB         | Rang |
| Athlète            | Compétition    | Adversaire Résultat | Adversaire Résultat | Adversaire Résultat | Adversaire Résultat | Adversaire Résultat | Rang |
| ------------------ | -------------- | ------------------- | ------------------- | ------------------- | ------------------- | ------------------- | ---- |
| Zelimkhan Abakarov | Moins de 57 kg |                     |                     |                     |                     |                     | e    |
| Islam Dudaev       | Moins de 65 kg |                     |                     |                     |                     |                     | e    |
| Chermen Valiev     | Moins de 74 kg |                     |                     |                     |                     |                     | e    |

### Natation
| Athlète       | Épreuve          | Séries | Séries | Demi-finales | Demi-finales | Finale | Finale |
| Athlète       | Épreuve          | Temps  | Rang   | Temps        | Rang         | Temps  | Rang   |
| ------------- | ---------------- | ------ | ------ | ------------ | ------------ | ------ | ------ |
| Grisi Koxhaku | 100 m nage libre |        | e      |              | e            |        | e      |

| Athlète     | Épreuve          | Séries | Séries | Demi-finales | Demi-finales | Finale | Finale |
| Athlète     | Épreuve          | Temps  | Rang   | Temps        | Rang         | Temps  | Rang   |
| ----------- | ---------------- | ------ | ------ | ------------ | ------------ | ------ | ------ |
| Kaltra Meça | 200 m nage libre |        | e      |              | e            |        | e      |

### Tir
| Tireuses       | Compétition                  | Qualification | Qualification | Finale | Finale |
| Tireuses       | Compétition                  | Points        | Rang          | Points | Rang   |
| -------------- | ---------------------------- | ------------- | ------------- | ------ | ------ |
| Manjola Konini | Pistolet à 10 m air comprimé |               | e             |        | e      |
| Manjola Konini | Pistolet à 25 m              |               | e             |        | e      |